# Contratto "chiavi in mano"
Nell'edilizia l'espressione "chiavi in mano" sta a significare che l'imprenditore (l'appaltatore) si impegna nei confronti del cliente (committente) a fornire tutte le prestazioni necessarie affinché l'opera sia ultimata, completa e pronta per l'uso e/o suo esercizio. Es.: contratto "chiavi in mano" per l'acquisto di:
- un negozio commerciale;
- una casa di abitazione completa di mobili ed arredi.

Vantaggi per il cliente: 
1. Conosce subito il prezzo finale del prodotto, che non potrà essere rimodulato alla consegna dello stesso;
2. Non deve occuparsi di nulla fino al momento della consegna del prodotto;
3. Può scegliere il prodotto e suoi contenuti sulla base di modelli, prototipi già realizzati o capitolati tecnici descrittivi pre-definiti e coerenti con le vigenti norme per il suo uso ed esercizio.

Svantaggi per il cliente:
1. Limitata possibilità di personalizzare il progetto in corso d'opera;
2. Rischio di pagare di più rispetto a un contratto con prezzi unitari.

Vantaggi per l'imprenditore:
1. Attrattiva dal punto di vista commerciale;
2. Nell'esercizio della sua attività d'impresa generale può scegliere le ditte subappaltatrici (spesso sempre le stesse incaricate abitualmente) e stabilire con loro prezzi convenienti delle opere da eseguire sulla base di modelli, prototipi già realizzati o capitolati tecnici descrittivi pre-definiti.

Svantaggi per l'imprenditore:
1. Rischio, nell'esercizio d'impresa sviluppatrice del prodotto, che il consuntivo dei costi superi il preventivo;
2. Rischio di pagamento di penali a seguito del ritardo nella consegna del prodotto (Responsabilità del rispetto del programma lavori)